# Belilvand
 (juin 2017).
Belilvand (persan : بليلوند romanisé en Belīlvand) est un village dans la province du Lorestan en Iran. Lors du recensement de 2006, sa population était de 476 habitants répartis dans 88 familles.